# Robeline
Robeline es una villa ubicada en la parroquia de Natchitoches en el estado estadounidense de Luisiana. En el Censo de 2010 tenía una población de 174 habitantes y una densidad poblacional de 56,46 personas por km².

## Geografía
Robeline se encuentra ubicada en las coordenadas 31°41′23″N 93°18′14″O / 31.68972, -93.30389. Según la Oficina del Censo de los Estados Unidos, Robeline tiene una superficie total de 3.08 km², de la cual 3.08 km² corresponden a tierra firme y (0%) 0 km² es agua.

## Demografía
Según el censo de 2010, había 174 personas residiendo en Robeline. La densidad de población era de 56,46 hab./km². De los 174 habitantes, Robeline estaba compuesto por el 83.91% blancos, el 9.77% eran afroamericanos, el 5.75% eran amerindios, el 0% eran asiáticos, el 0% eran isleños del Pacífico, el 0% eran de otras razas y el 0.57% pertenecían a dos o más razas. Del total de la población el 0.57% eran hispanos o latinos de cualquier raza.